# Trox dohrni
Trox dohrni is een keversoort uit de familie beenderknagers (Trogidae). De wetenschappelijke naam van de soort is voor het eerst geldig gepubliceerd in 1871 door Freiherr Edgar von Harold.
Trox dohrni komt voor in Australië.  Harold gaf King George's Sound aan als vindplaats.
Harold noemde de soort naar de Duitse entomoloog Carl August Dohrn.